# Христо Шумаров
Христо Костов Шумаров е български духовник, деец на българското възраждане в Македония.

## Биография
Христо Шумаров е роден в гевгелийското село Баялци. Става свещеник. В 1901 година е заточен след Солунската афера в Бодрум кале. След освобождението си е ръководител на Солунската българска община.